# Allie Grant
Allie Grant (Tupelo, Misisipi; 14 de febrero de 1994) es una actriz estadounidense de cine y televisión. Es conocida principalmente por su papel como Isabelle Hodes en la serie Weeds emitida en Showtime desde 2005 y hasta 2009. Tuvo un rol secundario recurrente como Lisa Shay en la comedia de situación Suburgatory, de la cadena ABC.

## Vida y trayectoria
Grant nació en Tupelo, Misisipi, hija de Angie Grant y Bob Grant. Cuando contaba con tres años de edad, participó en el Model and Talent Expo en Dallas, Texas. Desde 2005 y hasta 2007 trabajó como estrella invitada en las series de Disney Channel The Suite Life of Zack & Cody y That's So Raven.
En 2005 formó parte del elenco de la serie Weeds. Aunque comenzó siendo un personaje ocasional, su papel fue creciendo hasta que en la tercera temporada se convirtió en un miembro regular del reparto. Su interpretación de Isabelle Hodes, la hija lesbiana de Celia y Dean Hodes, le valió una nominación a los Premios del Sindicato de Actores.
Entre 2011 y 2014 interpretó el papel de Lisa Shay, la mejor amiga de la protagonista, Tessa Altman, en la serie de comedia Suburgatory, apareciendo en las tres temporadas que duró el programa.
Grant ha aparecido en las películas Fanboys (2009), The Runaways (2010) y Struck by Lightning (2012).

## Vida personal
Grant fue la primera de su promoción en el instituto en 2011. Asistió al programa de verano de la Universidad de Harvard antes de comenzar a rodar Suburgatory en 2011. Actualmente vive en Los Ángeles.

## Filmografía
| Cine | Cine                | Cine           | Cine         |
| Año  | Título              | Personaje      | Notas        |
| ---- | ------------------- | -------------- | ------------ |
| 2008 | Fanboys             | Kimmy          |              |
| 2010 | The Runaways        | Chica del club |              |
| 2012 | Struck by Lightning | Remy Baker     |              |
| 2015 | The Red Thunder     | Sarah Thun     | Cortometraje |

| Televisión | Televisión                      | Televisión     | Televisión                              |
| Año        | Título                          | Personaje      | Notas                                   |
| ---------- | ------------------------------- | -------------- | --------------------------------------- |
| 2005       | That's So Raven                 | Carly          | 1 episodio: Goin' Hollywood             |
| 2005-2009  | Weeds                           | Isabella Hodes | 40 Episodios                            |
| 2006-2007  | The Suite Life of Zack and Cody | Agnes          | 4 Episodios                             |
| 2010       | Sin cita previa                 | Julie          | 1 episodio: Can't Find My Way Back Home |
| 2011-2014  | Suburgatory                     | Lisa Shay      |                                         |
| 2014       | Red Band Society                | Lauren         | Episodio: "Know Thyself"                |
| 2015       | Grey's Anatomy                  | Alana          | Episode: "How to Save a Life"           |
| 2015-2016  | The Goldbergs                   | Evelyn Silver  | 7 episodios                             |

## Premios y nominaciones
| Premios y nominaciones | Premios y nominaciones           | Premios y nominaciones                                                   | Premios y nominaciones | Premios y nominaciones |
| Año                    | Premio                           | Categoría                                                                | Trabajo nominado       | Resultado              |
| ---------------------- | -------------------------------- | ------------------------------------------------------------------------ | ---------------------- | ---------------------- |
| 2007                   | Young Artist                     | Best Performance in a TV Movie (Comedy or Drama): Supporting Young Actor | Weeds                  | Nominada               |
| 2008                   | Premios del Sindicato de Actores | Mejor reparto de televisión - Comedia                                    | Weeds                  | Nominada               |